# Hôtel (27 rue du Cygne, Tours)
Pour les articles homonymes, voir Hôtel (homonymie).
L'hôtel est un hôtel particulier situé à Tours dans le Vieux-Tours, au 27 rue du Cygne.
Construit au XVe siècle, agrandi aux XVIe et XVIIIe siècles par l'adjonction de deux ailes, il abrite successivement des moniales au XVIIe siècle puis les élèves du petit séminaire de Tours à la fin du siècle suivant.
Le corps de logis principal (XVe siècle) et l'aile sud (XVIe siècle) sont inscrits comme monuments historiques par arrêté du 13 juillet 1926.

## Localisation
L'hôtel est construit dans la partie orientale du Vieux-Tours, au sein d'un îlot circonscrit par les rues Colbert et de la Scellerie au nord et au sud, et de la Barre à l'ouest et à l'est. Les deux premières sont, au XVe siècle, des axes majeurs de circulation est-ouest de la ville.
Ce secteur se trouve, au moment de la construction de l'hôtel, compris dans le périmètre protégé par l'enceinte médiévale de Tours, mais de nombreuses parcelles sont encore humides voire marécageuses.

## Historique

Plan de l'hôtel.

L'aile ouest de hôtel est construite vers la fin du XVe siècle, mais l'édifice est agrandi au siècle suivant, peut-être vers 1530, avec l'adjonction de l'aile sud puis à nouveau au XVIIIe siècle par l'édification de l'aile nord.
En attendant la construction de leur couvent, les Ursulines le louent en 1622 aux héritiers de Jacques Gatian de Vaudanière, trésorier des gardes du corps du roi.
L'archevêque de Tours, Mgr Rosset de Fleury, l'acquiert des héritiers de M. Le Gaigneur en 1766. Il en fait don à son intendant, Silvain Pradeau, en 1776. L'hôtel accueille le petit séminaire de Tours entre 1774 à 1781.
Le corps de logis principal sur la cour et l'aile François Ier sont inscrits au titre des monuments historiques  par arrêté du 13 juillet 1926.

## Description
L'hôtel se compose de trois unités donnant sur une cour initialement ouverte à l'est. Cette cour est reliée à la rue du Cygne par un passage couvert. Le portail d'entrée en plein cintre, donnant sur la rue, est divisé en deux vantaux séparés par une guirlande verticale décorée de motifs végétaux et d'une tête humaine.
Une impasse, qui longe au nord les bâtiments et qui s'ouvre par une porte dans la rue du Cygne est considérée comme une ancienne voie publique, la seule qui longe directement l'hôtel et le desservait peut-être avant la construction de son aile nord.

### Corps de logis
Le corps de logis principal se situe à l'ouest de la cour. Une tour d'escalier pentagonale plaquée contre la façade permet l'accès aux niveaux supérieurs, étage et combles. La partie du logis située au sud de cette tourelle est restée sensiblement dans son état d'origine dont les baies marquent bien une construction du XVe siècle. Les travées situées au nord de la tour sont remaniées au XVIIIe siècle comme en témoignent les grilles de balcon.

### Aile sud
Celle aile, parfois appelée aile François Ier, est construite au XVIe siècle. Les pilastres encadrant les baies, la frise surmontant cette galerie et les décorations en triangles et losanges d'ardoise qui l'accompagnent sont caractéristiques de la Renaissance française. La frise est accompagnée de cartouches de figures, dont peut-être François Ier, mais ces ajouts peuvent être modernes. Ce corps de bâtiment possédait au rez-de-chaussée une galerie dont les arcades ont été murées dans un second temps. Les trois baies de l'étage présentent une anomalie remarquable : si leur base est horizontale, le linteau des baies de gauche et de droite est nettement oblique, la partie la plus basse tournée vers la baie centrale.

### Aile nord
L'aile nord est sans doute édifiée au XVIIIe siècle en même temps que la partie de l'aile ouest qui lui est attenante est modifiée. Le linteau d'une porte intérieure porte la mention « dortoir », en référence probable à l'utilisation du bâtiment comme petit séminaire.

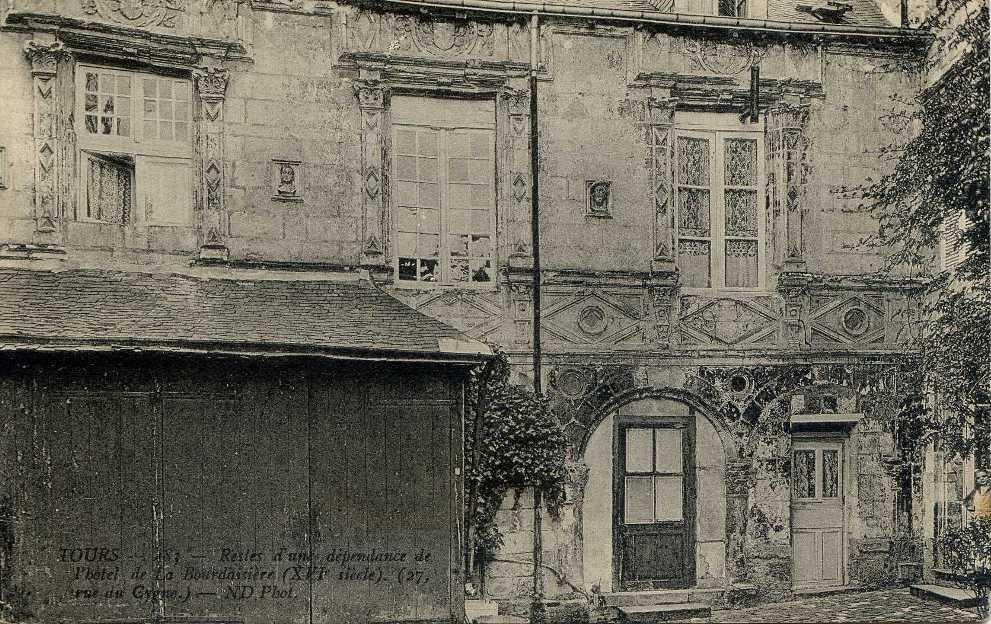
Aile sud.
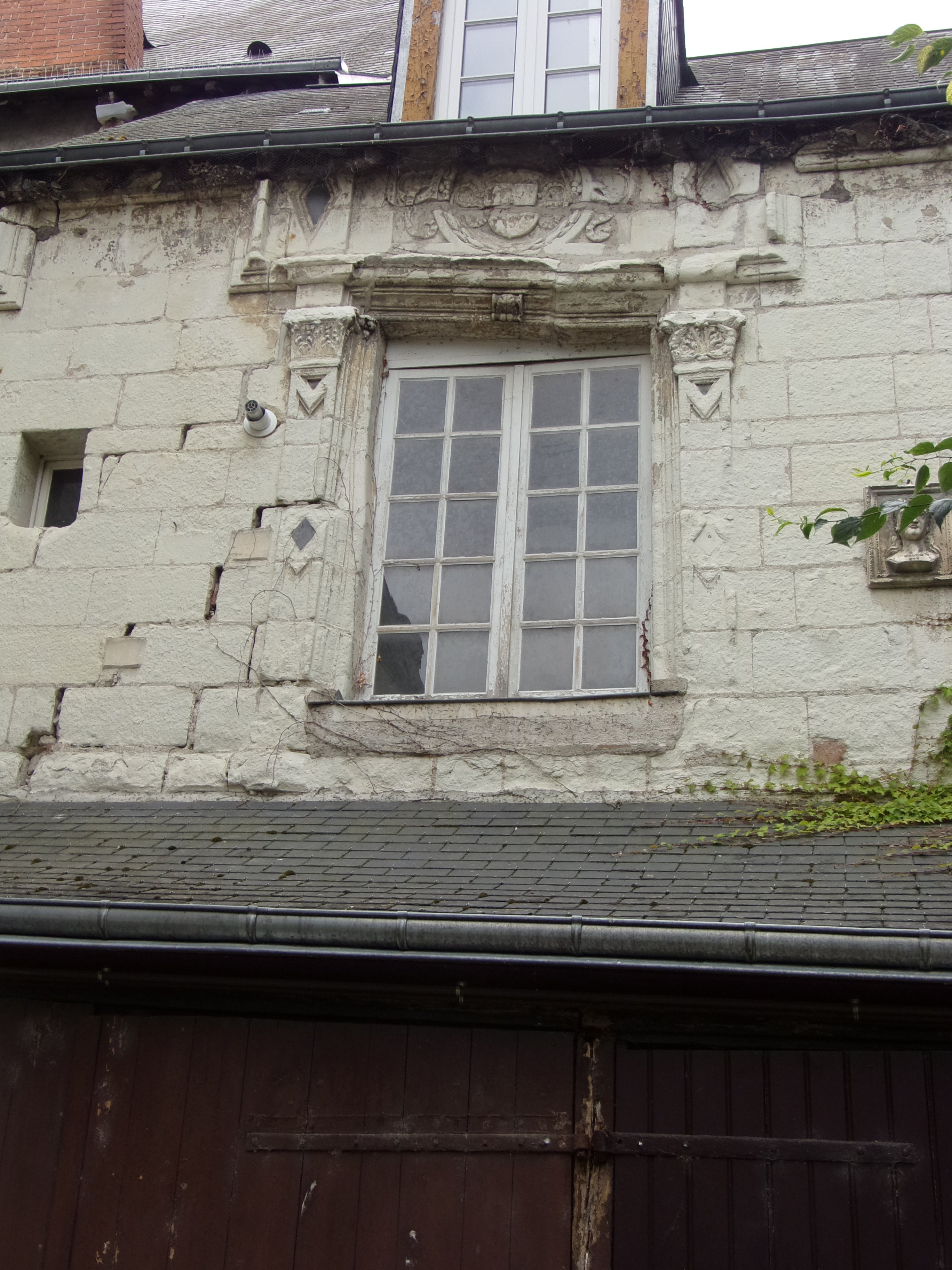
Aile sud, baie de gauche.
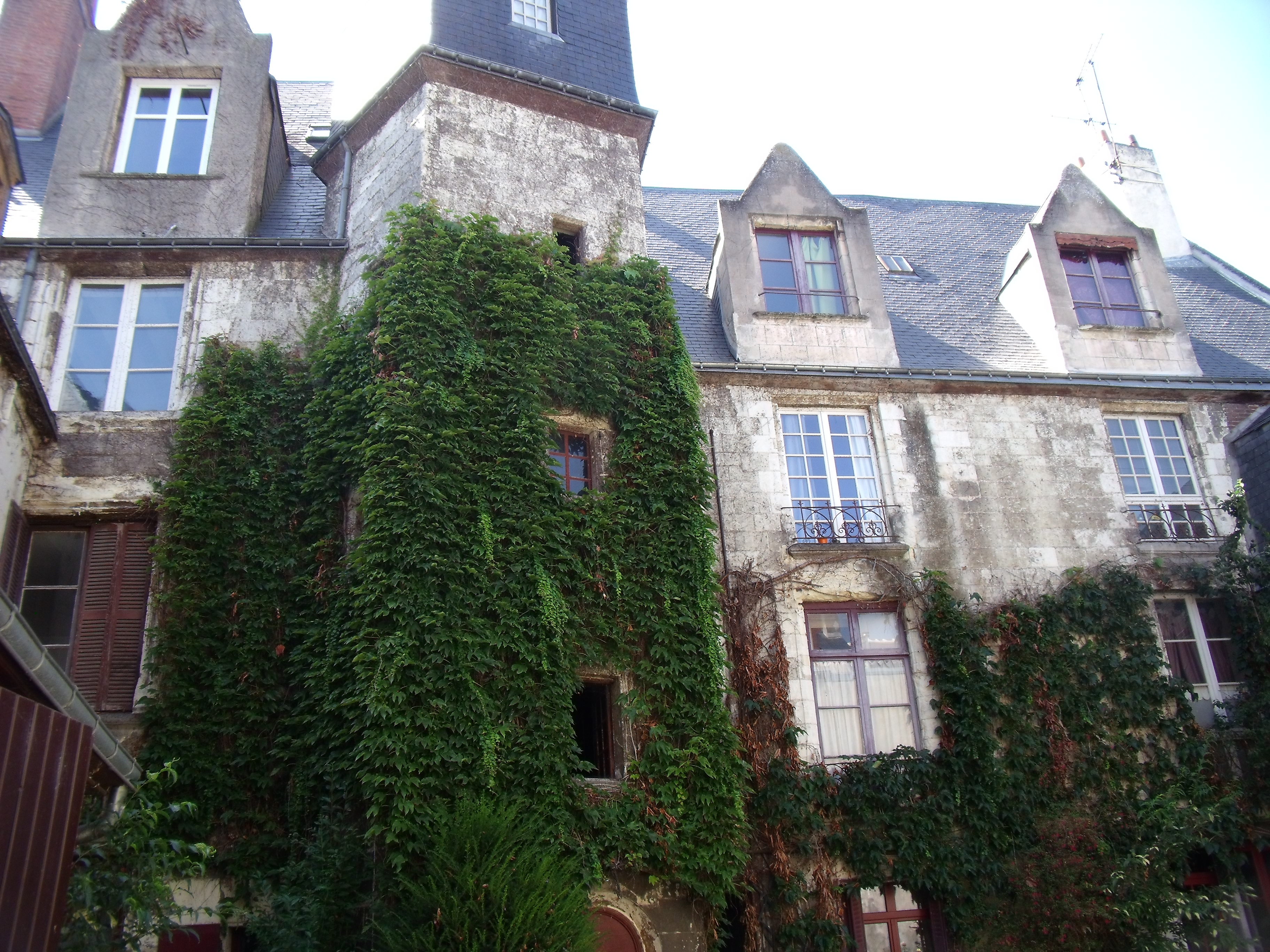
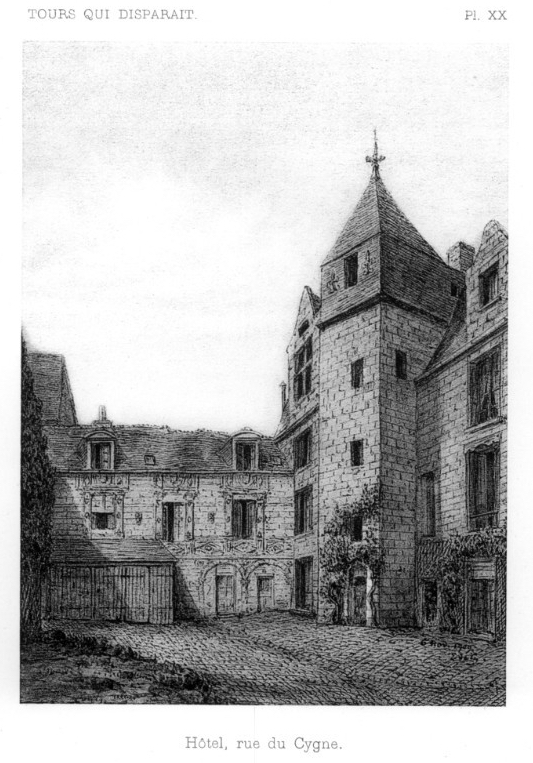
Tourelle et aile sud.

## Pour en savoir plus